# Актар, Дженгиз
Дженгиз Актар (род. в 1955 году в Стамбуле) — турецкий политолог, журналист и писатель. Опубликовал ряд работ, посвящённых взаимоотношениям Евросоюза и Турции.

## Биография
Родился в 1955 году в Стамбуле. Учился в Галатасарайском лицее. После его окончания продолжил учёбу в Парижском университете. Там Актару в 1982 году была присвоена докторская степень в области экономики. Дженгиз Актар преподаёт в университете Бахчешехир. Также преподавал на факультете международных отношений Галатасарайского университета. Дженгиз Актар — сторонник вступления Турции в Евросоюз, автор множества работ о взаимоотношениях Евросоюза и Турции.
В 1989—1994 годах работал в ООН и ЕС, занимался проблемами миграции и исследованиями политики предоставления политического убежища. В 1994—1999 годах возглавлял миссию ООН в Словении. В общей сложности Дженгиз Актар проработал в ООН 22 года.
В 1999 году Актар подружился с турецким журналистом армянского происхождения Грантом Динком. После убийства Динка турецким националистом в 2007 году, Актар и ряд его единомышленников составили петицию, призывающую турок принести перед армянами извинения за события 1915 года. По мнению Актара, Турция должна признать геноцид армян. Петицию, получившую название «Простите нас», подписали более 32 тысяч человек.

### Личная жизнь
Женат, две дочери.